# TECHNOBOYS PULCRAFT GREEN-FUND
TECHNOBOYS PULCRAFT GREEN-FUND（テクノボーイズ パルクラフト グリーンファンド）は、日本のテクノポップユニット。
ハードウェアシンセサイザーを多用したラウンジミュージック的な曲調を特徴とするが、2014年以降積極的に関わっているアニメーション作品においては、メタル、スカ、ファンク、クラシックなど多様なジャンルの曲を提供している。

## メンバー
現在
- 石川智久 - 作詞・作曲・編曲・キーボード・ボーカル
- フジムラトヲル - 作詞・作曲・編曲・ベース・ボーカル
- 松井洋平 - 作詞・作曲・編曲・サンプラー・ボーカル

サポート
- よしうらけんじ - ドラム・パーカッション
- 川野勝広 - ギター
- 浅井眞理 - ヴァイオリン

元メンバー
- H.R.M. (持月ヒロミ) - 作詞・作曲・ボーカル (2004年-2009年?)

## 略歴
1994年4月1日 に石川智久と藤村亨（フジムラトヲル）によりTECHNOBOYSとして結成、後に松井洋平が加入。
1996年、自主制作オムニバス・アルバム『ドーテイオムニバスCD Vol.1』に参加（M8. "AMOEBA-SANATRIUM"）。
2005年9月、TECHNOBOYS PULCRAFT GREEN-FUNDへの改組を発表。
2006年、フランスのデザインスタジオLe pivotへPV曲のリミックスを提供。同年10月、TVアニメ『イノセント・ヴィーナス』（石川智久がソロで劇伴音楽を担当）サウンドトラックにリミックス曲「M-6 Remixed」を提供。同年11月、ファーストアルバム『music laundering』を発表。Claude Young(Wikipedia:en)によるリミックスが収録されたことで注目を集める。M6.「Do You Know Your Neighbor's Face?」はlemonglass(Roland Voss)によるコンピレーションアルバム『Son Femelle』にも収録されている。
2007年、アニメーション映画『EX MACHINA』（映画「アップルシード」の続編。細野晴臣が音楽監修を担当）に楽曲提供。同年、『もってけ!セーラーふく』（『らき☆すた』主題歌）リミックスCDに参加（ディスコグラフィー参照）。
2014年、TVアニメ『ウィッチクラフトワークス』の劇伴音楽を担当（1-3月。エンディング主題歌の作詞作曲編曲も。TECHNOBOYS PULCRAFT GREEN-FUNDとしての劇伴音楽担当はこの作品が初）。同年4月にセカンドアルバム『good night citizen』発表。10-12月には『トリニティセブン』の劇伴音楽とエンディング主題歌の楽曲を担当し、以降、アニメ作品の仕事に数多く携わるようになる。
2015年、シングル「打ち寄せられた忘却の残響に」でLantisからメジャーデビュー（フィーチャリング・ヴォーカル大竹佑季。TVアニメ『櫻子さんの足下には死体が埋まっている』エンディング主題歌。同アニメ作品の劇伴音楽も担当）。
2019年、アニメ作品への提供曲集『MUSIC FOR ANIMATIONS』発売。
2020年10月、サードアルバム『VISIBLE INVISIBLE』発売。

## ディスコグラフィー

### アルバム
1. music laundering （2006年11月17日）
2. good night citizen （2014年4月17日）
3. VISIBLE INVISIBLE 　(2020年10月28日）

### ベストアルバム
- MUSIC FOR ANIMATIONS（2019年3月27日）

### シングル
- 打ち寄せられた忘却の残響に （2015年11月4日）
  - 収録曲

1. 打ち寄せられた忘却の残響に feat.大竹佑季 / TVアニメ『櫻子さんの足下には死体が埋まっている』ED主題歌
2. paperback : paperbag feat.西野友利恵 / WEBコミックス『こえ恋』イメージソング

- visible invisible （2015年3月6日／配信限定）
  - DSD256マルチトラック録音による作品。
- Round&Round&Round（2017年8月9日）
  - 収録曲

1. Round&Round&Round feat.ボンジュール鈴木 / TVアニメ『魔法陣グルグル』ED主題歌
2. 夏と猫のソネット feat.井澤詩織
3. Round&Round&Round -Instrumental-
4. 夏と猫のソネット -Instrumental-

- Magical Circle（2017年11月15日）
  - 収録曲

1. Magical Circle feat.中川翔子 / TVアニメ『魔法陣グルグル』ED主題歌
2. Wind Climbing 〜風にあそばれて〜 feat.奥井亜紀 / TVアニメ『魔法陣グルグル』挿入歌
3. ロ・ロ・ロ・ロシアン・ルーレット feat.上坂すみれ
4. Magical Circle -Instrumental-
5. Wind Climbing 〜風にあそばれて〜 -Instrumental-
6. ロ・ロ・ロ・ロシアン・ルーレット -Instrumental-

### リミックス作品
- M-6 remixed
  - 『イノセント・ヴィーナスオリジナルサウンドトラック』（2006年10月25日）収録
- もってけ!セーラーふく EX.Motte[k]remix
  - 『〜らき☆すたRe-Mix002〜『ラキスタノキワミ、アッー』【してやんよ】〜』（2006年12月26日）収録
- 我輩は守護獣である、か? ElectricProphet09[k]mix
  - 『我輩は守護獣である、か?』（2008年7月16日）収録
- 『trinity heaven7: MAGUS MUSIC REMIXES』 （2015年3月25日）
- Loser (TECHNOBOYS PULCRAFT GREEN-FUND Remix)
  - 『Exhibition Of Love & Desire』（2017年9月6日）収録

### コンピレーション／サウンドトラック
- Realworld Ambitions
  - 『テクノ4ポップ VOL.1』（2005年8月1日）収録 （technoboys名義）
- Do You Know Your Neighbor's Face?
  - 『Son Femelle』（2007年3月23日）収録
- LOST SECOND
  - 『EX MACHINA ORIGINAL SOUNDTRACK』（2007年10月17日）収録
- TVアニメ ウィッチクラフトワークス オリジナルサウンドトラック（2014年5月21日）
- TRINITY SEVEN : MAGUS MUSIC ARCHIVE（2014年11月19日）
- ウルトラマンブレーザー オリジナルサウンドトラック（2023年8月30日）[10]

### ソロ作品
- 石川智久
- フジムラトヲル
  - 『mild blue tone』　(1st アルバム)

### アレンジ／楽曲提供
- 茶太 / 『まどろみ』 （シングル『うたたね』カップリング曲）編曲
- のみこ / 『恋空リサイクリング』　（シングル）作詞・作曲・編曲
  - TVアニメ『アキカン!』エンディングテーマ。シングルには同じ曲の歌詞・編曲の異なるものが13バージョン収録されている。
- のみこ / 『恋空リサイクリング featuring リサイクル!（Version"The ぶどう缶"）』
  - （『アキカン!』オリジナルサウンドトラック収録）作詞・作曲・編曲
- のみこ / 『のみこのNomical Hystery Hour!』　（アルバム）
  - 楽曲提供、コントの脚本・演出及び出演
- PC少女リプル / 『リプル☆リプル Twinkle Show!』　（イメージアルバム）
  - のみこ、下川みくに、小桃音まいが参加したオーディオドラマ及びイメージソングを収録
  - 楽曲提供、オーディオドラマの脚本・演出及び出演
- KMM団 / 『ウィッチ☆アクティビティ』　（シングル）作詞・作曲・編曲
  - TVアニメ『ウィッチクラフトワークス』エンディングテーマ。
- 『TVアニメ ウィッチクラフトワークス キャラクターソングアルバム』　（ミニアルバム）作詞・作曲・編曲
- メイガス・トゥー【浅見リリス（原由実）&神無月アリン（内田彩）】 / 『BEAUTIFUL≒SENTENCE』　（シングル）作詞・作曲・編曲
  - TVアニメ『トリニティセブン』エンディングテーマ。
- ユイレヴィ【風間レヴィ（佐倉綾音）&倉田ユイ（村川梨衣）】 / 『SHaVaDaVa in AMAZING♪』　（シングル）作詞・作曲・編曲
  - TVアニメ『トリニティセブン』エンディングテーマ。
- Security Politti【山奈ミラ（日笠陽子）&不動アキオ（柚木涼香）】 / 『TRINITY×SEVENTH+HEAVEN』　（シングル）作詞・作曲・編曲
  - TVアニメ『トリニティセブン』エンディングテーマ。
- TWINKle MAGIC【リーゼロッテ=シャルロック（東山奈央）&セリナ=シャルロック（洲崎綾）】 / 『ReSTART "THE WORLD"』　（シングル）作詞・作曲・編曲
  - TVアニメ『トリニティセブン』エンディングテーマ。
- BibleArt【ソラ（釘宮理恵）&春日聖（諏訪彩花）】 / 『CREATION ReCREATION』　（シングル）作詞・作曲・編曲
  - TVアニメ『トリニティセブン』キャラクターソング。
- イヤミ（鈴村健一） feat.おそ松（櫻井孝宏）×カラ松（中村悠一）×チョロ松（神谷浩史）×一松（福山潤）×十四松（小野大輔）×トド松（入野自由） / 『SIX SAME FACES 〜今夜は最高!!!!!!〜』　（シングル）作詞・作曲・編曲
  - TVアニメ『おそ松さん』前期エンディングテーマ。
- VOICE by トト子（遠藤綾） feat.おそ松（櫻井孝宏）×カラ松（中村悠一）×チョロ松（神谷浩史）×一松（福山潤）×十四松（小野大輔）×トド松（入野自由） / 『SIX SHAME FACES 〜今夜も最高!!!!!!〜』　（シングル）作詞・作曲・編曲
  - TVアニメ『おそ松さん』後期エンディングテーマ。
- 上坂すみれ / 『恋する図形 (cubic futurismo)』  （シングル）作詞・作曲・編曲
  - TVアニメ『この美術部には問題がある!』エンディングテーマ。
- 上田麗奈 / 『毒の手』　（ミニアルバム『RefRain』収録）共作詞・作曲・編曲
- ORESAMA
  - 『Trip Trip Trip』  （シングル）編曲（小島英也と共同）
    - TVアニメ『魔法陣グルグル』前期オープニングテーマ。

  - 『流星ダンスフロア』  （シングル）編曲（小島英也と共同）
    - TVアニメ『魔法陣グルグル』後期オープニングテーマ。
- パーリィ☆フェアリィ【ナックラヴィ（茜屋日海夏）、ティターニア（高橋李依）、クーピー（東山奈央）、ブリギッテ（芹澤優）、ボダッハ（三森すずこ）、ベトール（日高里菜）】/『KI-te MI-te HIT PARADE！』（シングル）作詞・作曲・編曲[11]
  - TVアニメ『叛逆性ミリオンアーサー』エンディングテーマ
- ヒジリアキト（金子隼也）
  - 『REALIZE』（「『ウルトラマントリガー』キャラクターソングミニアルバム」収録）作曲
    - 特撮テレビドラマ『ウルトラマントリガー NEW GENERATION TIGA』キャラクターソング
- ミア（朝日奈丸佳）&カグラ（上坂すみれ）/『カルチャーギャップ・テンプテーション』（シングル『おいでませ!三日月寺』収録）作詞・作曲・編曲[12]
  - TVアニメ『てんぷる』エンディングテーマ。同曲の各ソロバージョンも収録。
- レイ（芹澤優）＆クレア（奈波果林）/『レイジョアハンズ!! 〜Raise Y/Our Hands!!〜』／『O.C. 〜Optimum Combination〜』（シングル）作詞・作曲・編曲[13]
  - TVアニメ『私の推しは悪役令嬢。』オープニング／エンディングテーマ。

### アニメ
2014年
- ウィッチクラフトワークス
- トリニティセブン

2015年
- 櫻子さんの足下には死体が埋まっている
- 紅殻のパンドラ

2016年
- Fate/kaleid liner プリズマ☆イリヤ ドライ!!

2017年
- 賭ケグルイ
- 魔法陣グルグル
- 劇場版 Fate/kaleid liner プリズマ☆イリヤ 雪下の誓い
- 劇場版 トリニティセブン -悠久図書館と錬金術少女-

2018年
- ガイコツ書店員 本田さん

2019年
- 賭ケグルイ××
- 劇場版 トリニティセブン -天空図書館と真紅の魔王-
- 戦×恋
- 厨病激発ボーイ

2022年
- てっぺんっ!!!!!!!!!!!!!!!
- 賭ケグルイ双

2023年
- とあるおっさんのVRMMO活動記

2024年
- アクロトリップ
- 合コンに行ったら女がいなかった話

2025年
- 野生のラスボスが現れた!

### テレビドラマ
- ウルトラマンブレーザー（2023年 - 2024年）[16]